# Mokhtar Amalou
Pour les articles homonymes, voir Amalou (homonymie).
Mokhtar Amalou ( مختارامالو ) (né le 14 août 1971 à Alger) est un arbitre algérien de football.

## Biographie
Mokhtar Amalou a commencé sa carrière en 1992 au niveau de la Ligue de Football de la Wilaya d'Alger. Il atteint un statut international en 2007 et devient arbitre FIFA.
Il a arbitré depuis des matchs de qualifications pour les compétitions intercontinentales et aussi en tant que quatrième arbitre lors des matchs de qualification au mondial sud-africain 2010.
Lors de la saison 2011-2012, il a été désigné comme meilleur arbitre d'Algérie et se voit désigner pour arbitrer la finale de Coupe d'Algérie 2012.
Il a aussi arbitré la finale de la Coupe LG à Marrakech au Maroc, rencontre opposant le Maroc au Cameroun en 2011.
Mokhtar Amalou a été aussi désigné par la commission d'arbitrage de la FIFA en tant que quatrième arbitre pour les matchs de qualification zone africaine pour la coupe du monde du Brésil 2014.
Il parle le français, l'arabe et l'anglais et aime la littérature, la musique et le cinéma.